# 青岛百合
青岛百合（学名：Lilium tsingtauense），又名崂山百合，为百合科百合属的植物，目前已知三个亚种：L. t. tsingtauense、L. t. flavum、L. t. maculatum。分布在中国、朝鲜半岛等地，主产於青岛崂山，花大，花色橙红色或橙黄色，带淡紫色斑点，由5～7朵单花形成总状花序，花朵星状，花被不反卷，具有轮生叶；为虫媒异花传粉植物，生殖过程中存在败育和畸形花现象，鳞茎更新能力较弱，寿命较短，适应性较差，但极耐寒。现已被列入中华人民共和国《国家重点保护野生植物名录（第一批）》。